# Oposik
Oposik (Gracilinanus) – rodzaj ssaków z podrodziny dydelfów (Didelphinae) w obrębie rodziny dydelfowatych (Didelphidae).

## Zasięg występowania
Rodzaj obejmuje gatunki występujące w Ameryce Południowej.

## Morfologia
Długość ciała (bez ogona) 6,7–18,5 cm, długość ogona 7–17,7 cm; masa ciała 10–58 g.

## Systematyka
Rodzaj zdefiniowali w 1989 roku amerykańscy zoolodzy Alfred L. Gardner i G. Ken Creighton w artykule poświęconym opisowi nowej nazwy rodzajowej dla grupy gatunkowej microtarsus Tate’a, opublikowanym na łamach Proceedings of the Biological Society of Washington. Jako gatunek typowy autorzy wyznaczyli (oryginalne oznaczenie) oposika małostopego (G. microtarsus).

### Etymologia
Gracilinanus: łac. gracilis lub gracilus ‘smukły, cienki’; gr. νανος nanos ‘karzeł’.

### Podział systematyczny
Do rodzaju należą następujące gatunki:
| Grafika | Gatunek                  | Autor i rok opisu   | Nazwa zwyczajowa   | Podgatunki | Rozmieszczenie geograficzne | Podstawowe wymiary (DC – długość ciała; DO – długość ogona; MC – masa ciała) | Status IUCN |
| ------- | ------------------------ | ------------------- | ------------------ | ---------- | --- | ---------------------------------------------------------------------------- | ----------- |
|         | Gracilinanus emiliae     | (O. Thomas, 1909)   | oposik brazylijski | monotypowy | wschodnia Kolumbia, północna, wschodnia i południowo-wschodnia Wenezuela, region Gujana, północna Brazylia i północno-wschodni Paragwaj (Loreto) | DC: 7,2–8,7 cm; DO: 12,8–15,1 cm; MC: 10–14 g                                | DD          |
|         | Gracilinanus agilis      | (Burmeister, 1854)  | oposik zwinny      | monotypowy | wschodnia i południowa Brazylia oraz wschodni Paragwaj                                                                                           | DC: 8–12 cm; DO: 10,1–15,8 cm; MC: 12–41 g                                   | LC          |
|         | Gracilinanus peruanus    | (Tate, 1931)        |                    | monotypowy | wschodnie Peru, północna i środkowa Brazylia oraz zachodnio-środkowa Brazylia (Rondônia i Mato Grosso)                                           | DC: 8,5–12,1 cm; DO: 13–15,5 cm; MC: 10–49 g                                 | NE          |
|         | Gracilinanus aceramarcae | (Tate, 1931)        | oposik andyjski    | monotypowy | południowo-wschodnie Peru (Cuzco i Puno) i zachodnia Boliwia (La Paz)                                                                            | DC: 8,3–10,3 cm; DO: 11,2–14,5 cm; MC: 18,5–23 g                             | LC          |
|         | Gracilinanus microtarsus | (J.A. Wagner, 1842) | oposik małostopy   | monotypowy | wschodnia i południowo-wschodnia Brazylia (środkowa Bahia do północnego Rio Grande do Sul) oraz północno-wschodnia Argentyna (Misiones)          | DC: 6,7–18,5 cm; DO: 7–17,7 cm; MC: 12–58 g                                  | LC          |
|         | Gracilinanus dryas       | (O. Thomas, 1898)   | oposik wenezuelski | monotypowy | Andy w północno-wschodniej Kolumbii (Cundinamarca) i zachodnia Wenezuela (Trujillo, Mérida i Táchira)                                            | DC: 9–10 cm; DO: 13–15 cm; MC: około 18 g                                    | LC          |
|         | Gracilinanus marica      | (O. Thomas, 1898)   | oposik północny    | monotypowy | północna i środkowa Kolumbia (La Guajira do Cundinamarci) oraz zachodnia i północna Wenezuela                                                    | DC: 9,6–11,6 cm; DO: 13,1–15,1 cm; MC: 24–30 g                               | LC          |

Kategorie IUCN:  LC  – gatunek najmniejszej troski,  DD  – gatunki o nieokreślonym stopniu zagrożenia;  NE  – gatunki niepoddane jeszcze ocenie.